# Universidade Tohoku Gakuin
Universidade Tohoku Gakuin (東北学院大学, Tōhoku Gakuin Daigaku) é uma universidade privada em Sendai, Japão. Ela foi fundada por membros da Igreja Reformada Alemã.
A publicação Times Higher Education classifica a Universidade Tohoku Gakuin como uma das 150 melhores universidades do Japão.

## História

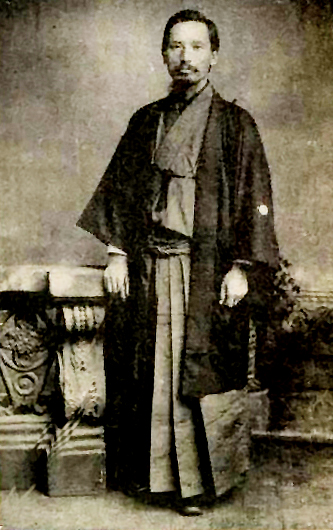
Masayoshi Oshikawa, cofundador da Universidade

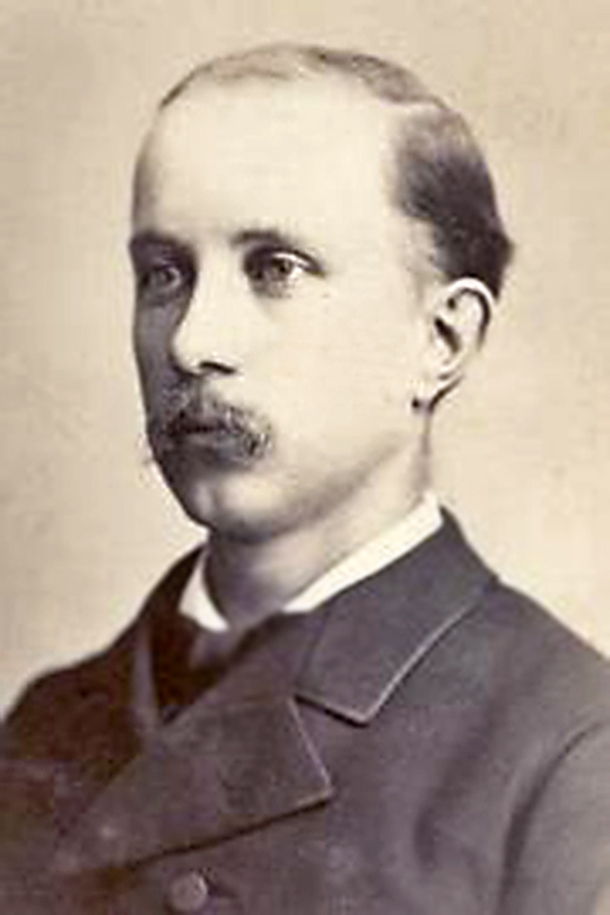
William Edwin Hoy, cofundador da Universidade

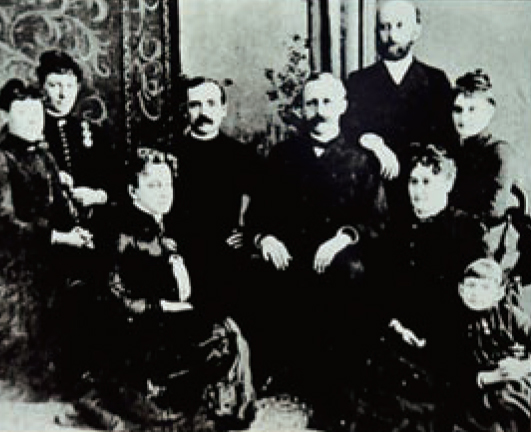
Seminaristas em Sendai, 1888; Schneder é o quarto a partir da esquerda

A universidade foi fundada em 1886 (ano 19 na Era Meiji) com o nome de Seminário Teológico de Sendai, por Masayoshi Oshikawa, um dos primeiros protestantes do Japão, e pelo missionário protestante William Edwin Hoy. Oshikawa, um ex-samurai em Matsuyama, tornou-se o primeiro presidente do seminário. Em 1891, a escola foi renomeada para Tohoku Gakuin (東北學院, Tōhoku gakuin)  e um curso para estudantes não-cristãos foi adicionado. 
Oshikawa renunciou sua presidência em 1901 e foi sucedido por David Bowman Schneder. Em 1904, cursos universitários foram adicionados e autorizados pela Ordem da Escola Especializada. A faculdade, inicialmente, tinha dois departamentos: Letras e Teologia. Em 1918, a Escola Normal e o Departamento de Economia foram adicionados. Em 1926, o edifício principal (em uso até hoje) foi construído no Campus Tsuchitoi. Schneder deixou a universidade devido à idade, mas mesmo em seus últimos dias ele era fervoroso, e deu o sermão intitulado "Não tenho vergonha do evangelho" (1936, comemoração de 50 anos da escola).   
Após a Segunda Guerra Mundial, a faculdade foi reorganizada (sob o novo sistema educacional do Japão) na Universidade Tohoku Gakuin em 1949. 

## Especializações
- Letras (no Campus Tsuchitoi, Aoba-ku, Sendai)
- Economia (no Campus Tsuchitoi)
- Administração de Empresas (no Campus Tsuchitoi)
- Direito (no Campus Tsuchitoi)
- Engenharia (no campus de Tagajo )
- Artes Liberais (no campus de Izumi, Izumi-ku, Sendai)

## Cursos superiores
- Letras
- Economia
- Administração de Empresas
- Direito (incluindo Faculdade de Direito)
- Engenharia
- Informática humana (no campus de Izumi)

## Alunos renomados
- Tōru Doi (membro da câmara dos representantes)
- Takayuki Kishi (arremessador profissional do Saitama Seibu Lions)
- Takeshi Koike (apresentador da Aomori Broadcasting Corporation)
- Kazuko Kōri (membro da câmara dos representantes)
- Takeo Mabashi (treinador de basquete)
- Masashi Nakano (membro da câmara dos representantes, ministro do gabinete do Ministério da Economia, Ministério do Comércio e Indústria)
- Shunrō Oshikawa (autor de ficção científica)
- Norio Sasaki (compositor)
- Kyōka Suzuki (atriz)
- Kenichi Takahashi (jogador profissional de basquete do Akita Northern Happinets)
- Yūji Takahashi (apresentador da Televisão Iwate Menkoi)
- Kōichi Yamadera (dublador e ator)